# ساموئل لیتل
ساموئل لیتل (انگلیسی: Samuel Little؛ زادهٔ ۷ ژوئن ۱۹۴۰ - درگذشته ۳۰ دسامبر ۲۰۲۰) قاتل زنجیره‌ای اهل ایالات متحده آمریکا بود. او در سال ۲۰۱۴ به اتهام قتل سه زن در کالیفرنیا بین سالهای ۱۹۸۷ و ۱۹۸۹ محکوم شد. پس از این محکومیت کالیفرنیا مقامات گفته‌اند که او ممکن است در کشته شدن افرادی در نه ایالت آمریکا از سال ۱۹۸۲ به بعد دخیل باشد. او ادعا می‌کند که بیش از ۹۰ نفر را کشته که بیشترشان زن بوده‌اند؛ محققان می‌گویند که به ارتباط او با حداقل ۳۴ قتل پی‌برده‌اند. برخی از این قتل‌ها به دهه‌ها قبل برمی‌گردند. قدیمی‌ترین آن‌ها، ۵۶ سال پیش رخ داده‌است. پلیس فدرال آمریکا، اف‌بی‌آی معتقد بود ساموئل لیتل در زمره مخوف‌ترین قاتلان زنجیره‌ای تاریخ جرم جنایت در آمریکا قرار خواهد گرفت.
لیتل پیش‌تر امدادگر آمبولانس بود و در طول عمرش از شرق تا غرب آمریکا سفر کرد. در سوابقش چندین مورد بازداشت و زندانی به اتهام‌هایی نظیر خشونت، سرقت مسلحانه، دزدی از مغازه و مصرف مواد مخدر به چشم می‌خورد.
او نخست در سال ۲۰۱۲ در کنتاکی و در حالی که در یکی از اقامتگاه‌های موقت شبانه بی‌خانمان‌ها بود بازداشت و به علت آن که در کالیفرنیا به اتهام جرایم مرتبط با موادمخدر تحت تعقیب بود به این ایالت در غرب آمریکا منتقل شد.
درنهایت، در سال ۲۰۱۴ لیتل را برای قتل سه زن طی سال‌های ۱۹۸۷ تا ۱۹۸۹ مقصر شناختند و به سه بار حبس ابد محکوم شد. ساموئل لیتل از سال ۲۰۱۴ و پس از آن که به علت قتل سه زن به حبس ابد محکوم شد در زندان به سر می‌برد. پس از آن بود که در لس‌آنجلس نمونه دی‌ان‌ای ساموئل لیتل با پرونده قتل سه زن که هرگز قاتل آنها شناخته نشده بود هم‌خوان شد و ماجرای زندانی بودن او وارد فاز کاملاً جدیدی شد. هر سه زن مقتول آن پرونده پیش از قتل مورد ضرب و جرح قرار گرفته بودند و جسدشان در خرابه‌ای رها شده بود. او در ابتدای رسیدگی به پرونده قتل این سه زن گناه‌کار شناخته نشد اما در نهایت دادگاه او را به سه بار حبس ابد بدون امکان عفو محکوم کرد.
وقتی پلیس به‌خاطر پرونده قتل دنیس کریستی در سال ۱۹۹۴ در اودِسا در تگزاس، سراغ لیتل رفت، او به ده‌ها فقره قتل اعتراف کرد. لیتل ابتدا خودش را در این پرونده بی‌گناه خواند، ولی به‌تدریج نظرش عوض شد. درنهایت، نه فقط از این قتل، بلکه از قتل ده‌ها زن پرده برداشت.
پس از آن پلیس در ۲۴ ایالت آمریکا سراغ پرونده‌های قتلی رفت که حل‌نشده باقی مانده‌اند، و مشغول بررسی زمان اقامت لیتل در این ایالات، اعترافاتش و همچنین سایر مدارک شدند. نتایج تحقیقات دربارهٔ جزئیات اعتراف‌های او موجب شده واحدهای جنایی پلیس در سراسر آمریکا به دنبال سرنخ‌هایی جدید برای حل ده‌ها قتل بدون پاسخ در چهل سال گذشته بروند. پلیس هنوز میان اعترافات لیتل و اطلاعات موجود در این پرونده‌ها تناقضی مشاهده نکرده‌است.
لیتل در ۳۰ دسامبر ۲۰۲۰ و در هشتاد سالگی براثر کهولت سن درگذشت. 

## تعداد و چگونگی قتلها
او مدعی بود ۹۳ قربانی خود، که تقریبا همه آنها زن بودند، را خفه کرده است. تا اکتبر ۲۰۱۹ مقامات توانسته‌اند درستی ۵۰ فقره از این اعتراف به قتل‌های او را تایید کنند.